# گروه فعال‌کننده
در شیمی آلی، گروه فعال‌کننده یا گروه دهندهٔ الکترون (EDG) یا گروه آزادکنندهٔ الکترون (ERG) عبارت است از یک اتم یا گروه عاملی که بخشی از چگالی الکترونی خود را از راه ساختار رزونانسی یا روش‌های دیگر به یک سامانه مزدوج π هدیه می‌کند و سامانه π را هسته‌دوست‌تر می‌کند. هنگامی که به مولکول بنزن می‌چسبد باعث می‌شود تا در واکنش‌های جانشینی الکترون دوستی بیشتری شرکت کند و فعال تر از قبل شود.